# Museo de sitio Chorro de Maíta
El Museo aborigen Chorro de Maíta es un museo de sitio arqueológico ubicado en el municipio de Banes, provincia de Holguín, Cuba. Constituye uno de los lugares más relevantes de la arqueología cubana, por conservar uno de los cementerios indígenas más antiguos y mejor preservados del Caribe, vinculado a los taínos y al período de contacto indohispánico. Fue inaugurado oficialmente el 1 de noviembre de 1990 por Armando Hart Dávalos y declarado Monumento Nacional en 1991.
Este museo se distingue por exponer en su emplazamiento original más de un centenar de enterramientos aborígenes, lo que lo convierte en único en su tipo en Cuba y uno de los más importantes del continente americano.

## Ubicación

Entrada principal.

Se encuentra en el barrio de Yaguajay, municipio Banes, a unos 28 km de la cabecera municipal y 7 km del polo turístico de Guardalavaca. Está enclavado en la ladera periclinal noroeste del Cerro de Yaguajay, a 160 metros sobre el nivel del mar y a 4 km de la costa norte holguinera.
Debido a esto, Banes es conocida como la “Capital Arqueológica de Cuba”, al posee un alto valor histórico y cultural, y gran concentración de evidencias aborígenes.

## Historia
Los primeros indicios arqueológicos del Chorro de Maíta fueron encontrados por pobladores locales desde principios del siglo XX, cuando hallaban objetos y restos humanos durante las labores agrícolas o al construir viviendas.
A partir de la década de 1970, el sitio fue registrado oficialmente en la cartilla arqueológica de Cuba por el Departamento Centro Oriental de Arqueología, dirigido por el Dr. José Manuel Guarch Delmonte. Las excavaciones científicas comenzaron entre 1986 y 1988, lo que permitió descubrir en septiembre de 1986 un cementerio indígena de gran magnitud.
Los estudios revelaron un importante proceso de transculturación indohispánica, evidenciado en objetos europeos junto a enterramientos tradicionales taínos. Los análisis antropológicos, encabezados por Manuel Rivero de la Calle, mostraron la existencia de restos multiétnicos: indígenas, europeos, africanos y mesoamericanos.
El 1 de noviembre de 1990 se inauguró el museo, que desde entonces se considera el primer museo de sitio arqueológico de Cuba. En 1991 fue declarado Monumento Nacional.

Viviendas reconstruidas en El Chorro de Maíta.

## Características
El museo constituye un espacio de nuevo tipo, ya que conserva y exhibe los hallazgos en el mismo lugar en que fueron encontrados. Presenta una tipología arquitectónica adaptada al paisaje y a la topografía, con elementos coloniales como tejas criollas, balaustres de madera torneada, corredor en redondo y vitrinas empotradas en las paredes.
En el área excavada se localizaron más de 108 enterramientos, muchos de ellos en posición fetal, aunque también existen enterramientos extendidos que evidencian la influencia cristiana europea. La muestra arqueológica incluye entierros superpuestos, posiblemente causados por epidemias que diezmaron a la población.
Los restos humanos encontrados datan de los siglos XV y XVI, aunque se han identificado evidencias de ocupación desde el siglo XIII hasta después del arribo de los europeos.

## Salas y colecciones

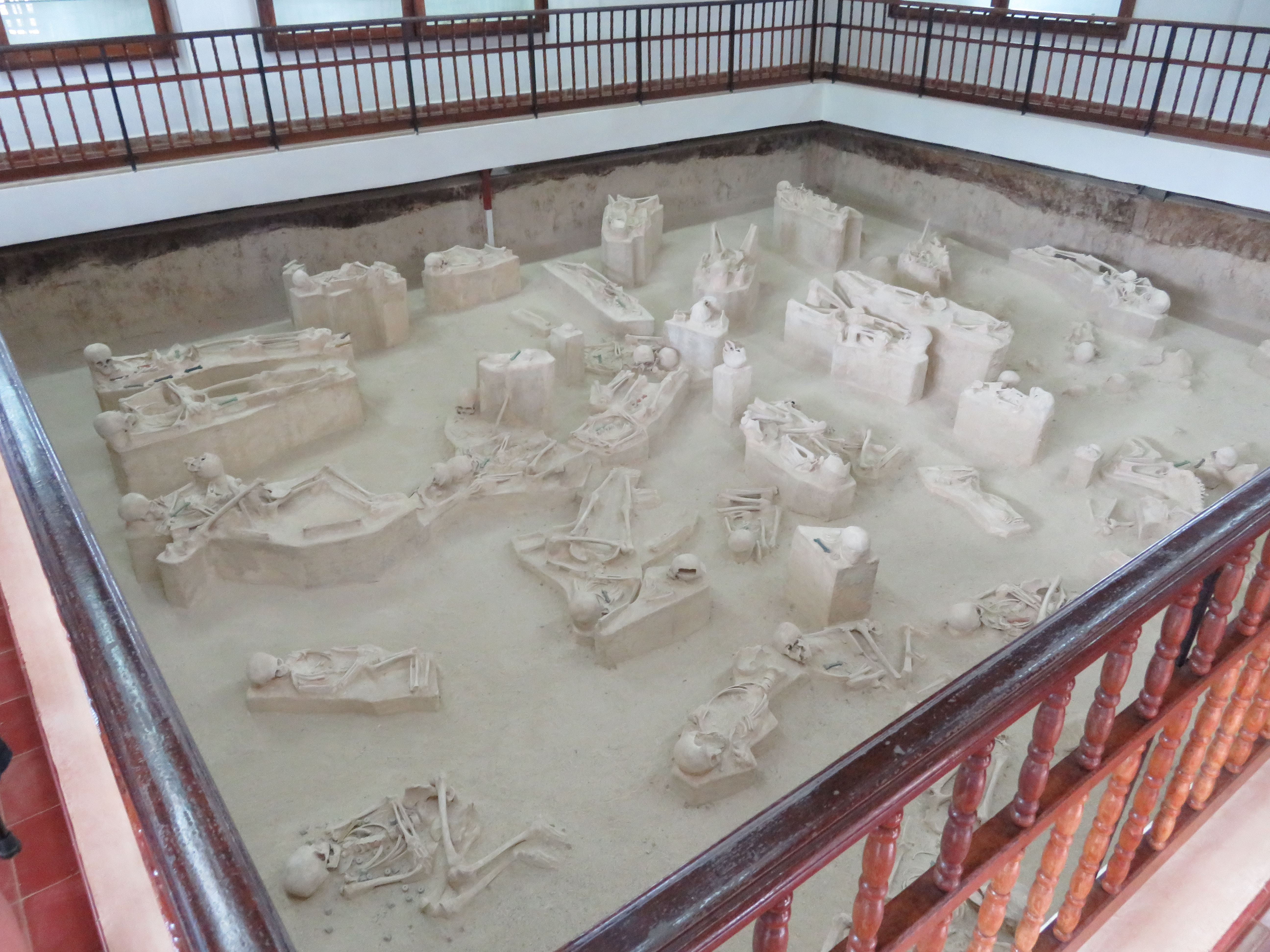
Exposición arqueológica en el lugar de enterramiento original.

El Museo Aborigen Chorro de Maíta conserva 416 piezas arqueológicas, distribuidas en nueve vitrinas y un diorama principal.
- Cementerio indígena: exhibe 62 esqueletos en el mismo lugar, posición y profundidad en que fueron hallados, lo que lo convierte en un testimonio excepcional de las prácticas funerarias taínas.
- Enterramientos notables: destacan los restos de una mujer joven enterrada con numerosos objetos, posiblemente de alto rango social; un esqueleto masculino de 1,75 m de altura (inusual para la estatura promedio de los taínos); y un collar con microcuentas de cuarzo, asociado a un posible behíque o chamán.
- Diversidad étnica: se han identificado restos de origen europeo, africano, mesoamericano y mestizo, lo que convierte al cementerio en un espacio multiétnico singular.
- Piezas asociadas: collares de coral, ídolos de oro, cerámica tallada, objetos de latón y restos de la interacción cultural con los colonizadores españoles.

El museo cuenta además con folletos explicativos en español e inglés.

## Aldea taína

Representación de la aldea taína.

Frente al museo se encuentra la Aldea taína, una reconstrucción a tamaño real de un poblado indígena. Allí se representan escenas de la vida cotidiana de los taínos: preparación de alimentos, rituales, danzas y ceremonias. Forma parte del circuito museológico del Chorro de Maíta y busca ofrecer una visión didáctica sobre la cultura taína. En este espacio también funcionan un pequeño restaurante y un bar.

## Importancia cultural y científica
El Museo Aborigen Chorro de Maíta es considerado uno de los sitios de contacto indohispánico más importantes de Cuba, al reunir en un mismo espacio evidencias de interacción entre taínos, europeos y africanos en los albores de la colonización.
Sus hallazgos han permitido realizar investigaciones de carácter antropológico, arqueológico e histórico en colaboración con universidades extranjeras, aportando valiosa información sobre los procesos de transculturación en el Caribe.
El museo constituye además un atractivo turístico y cultural de la provincia de Holguín, integrándose a la oferta patrimonial de la región oriental de Cuba.

## Galería de imágenes

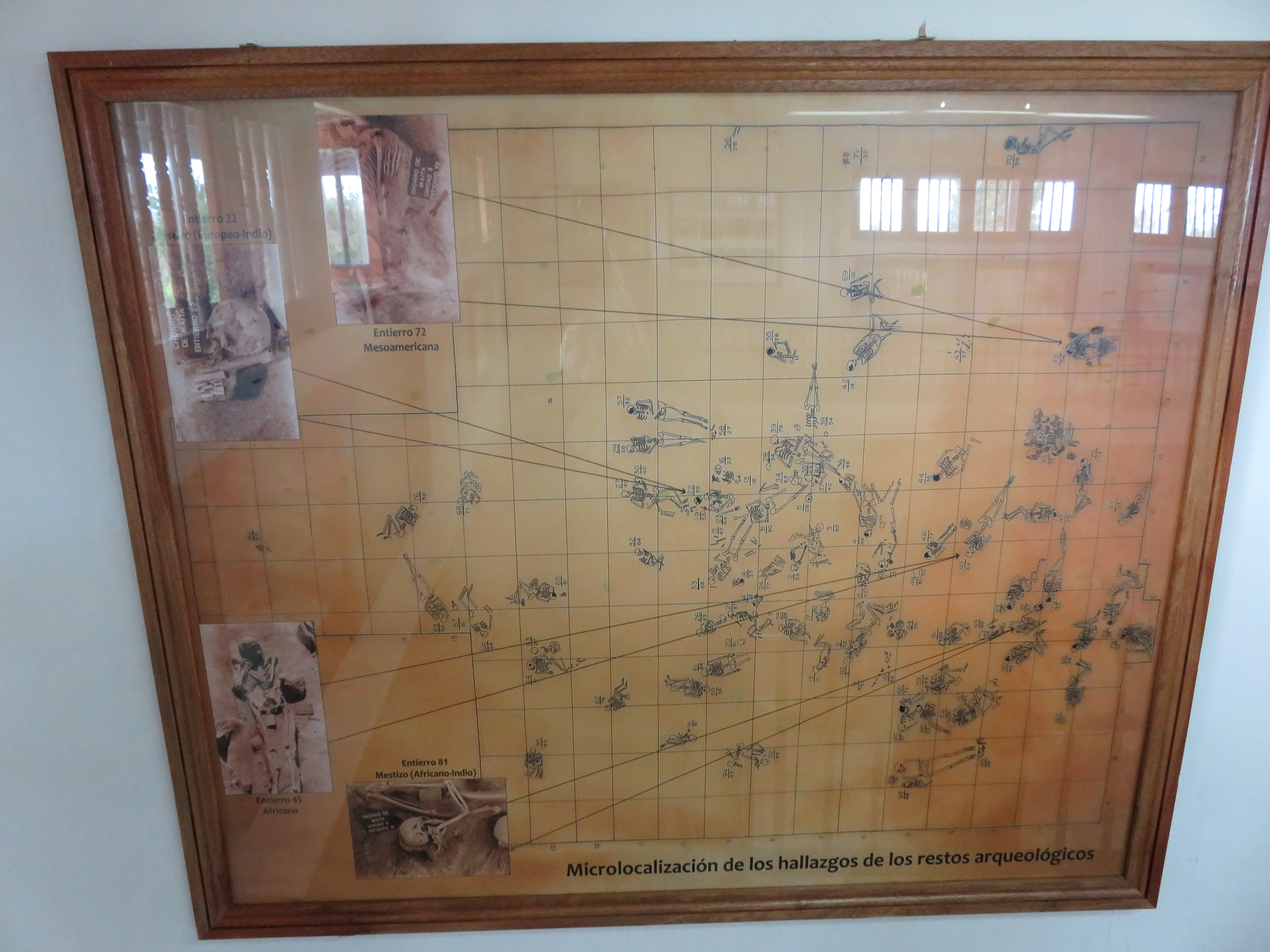
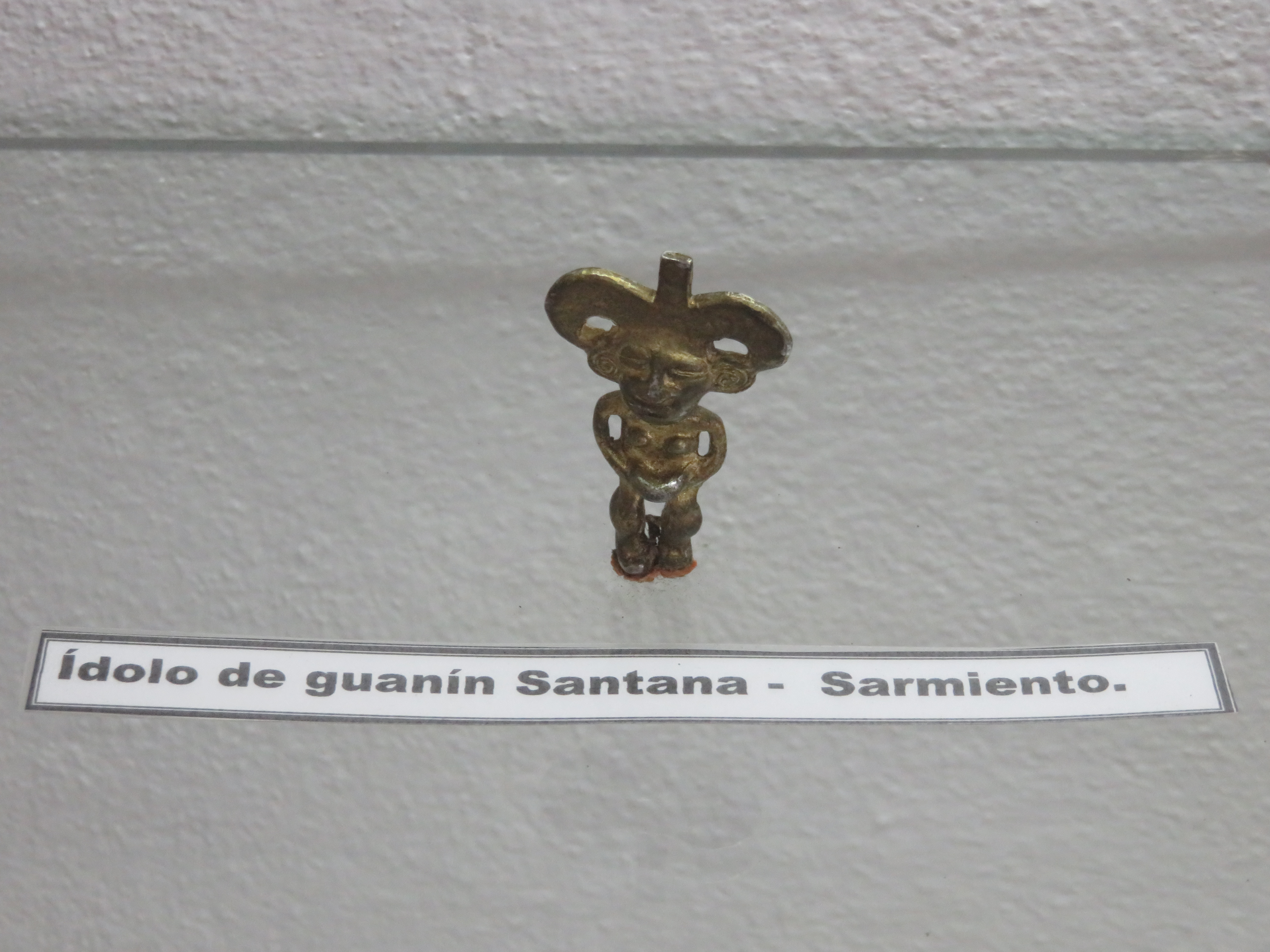
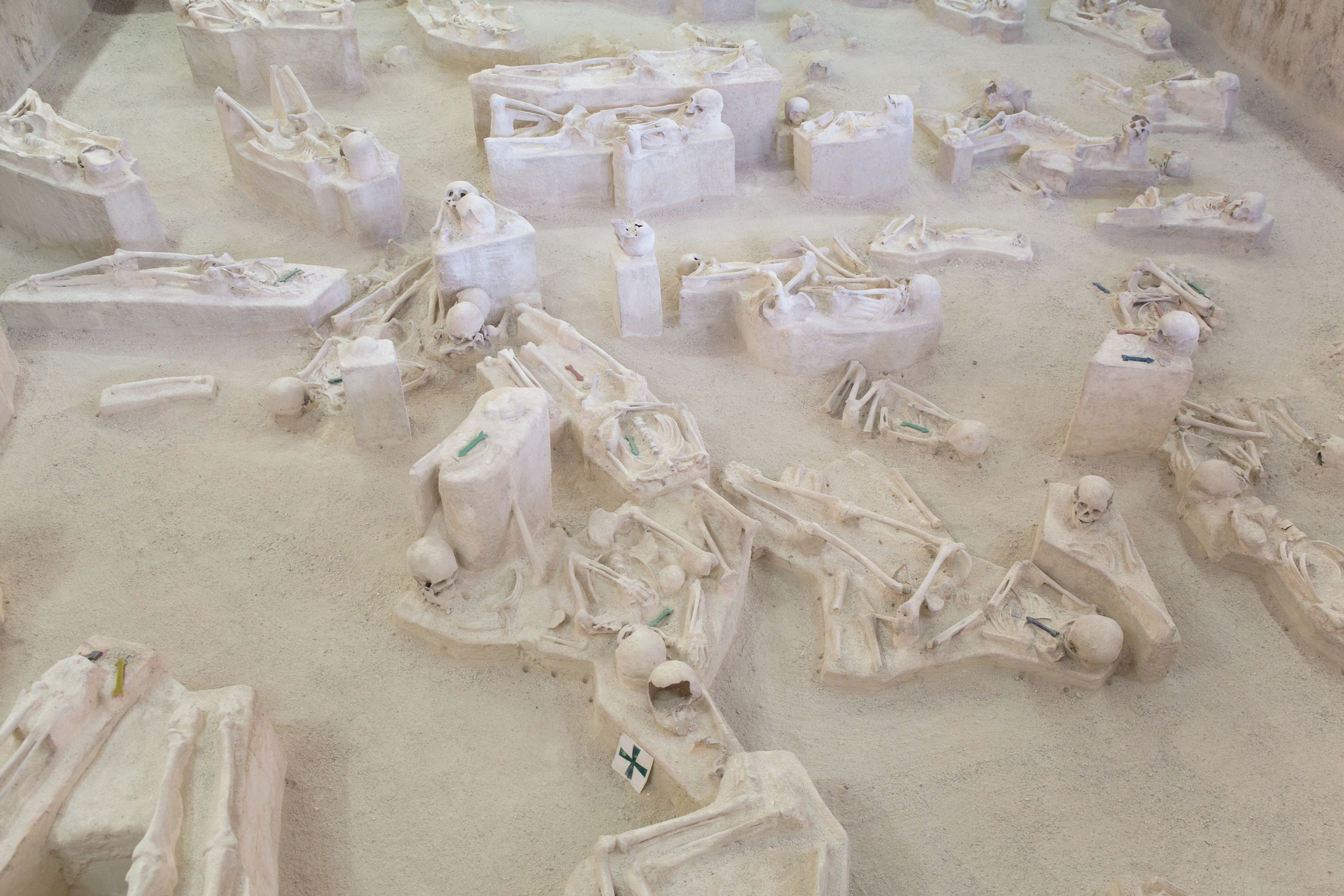
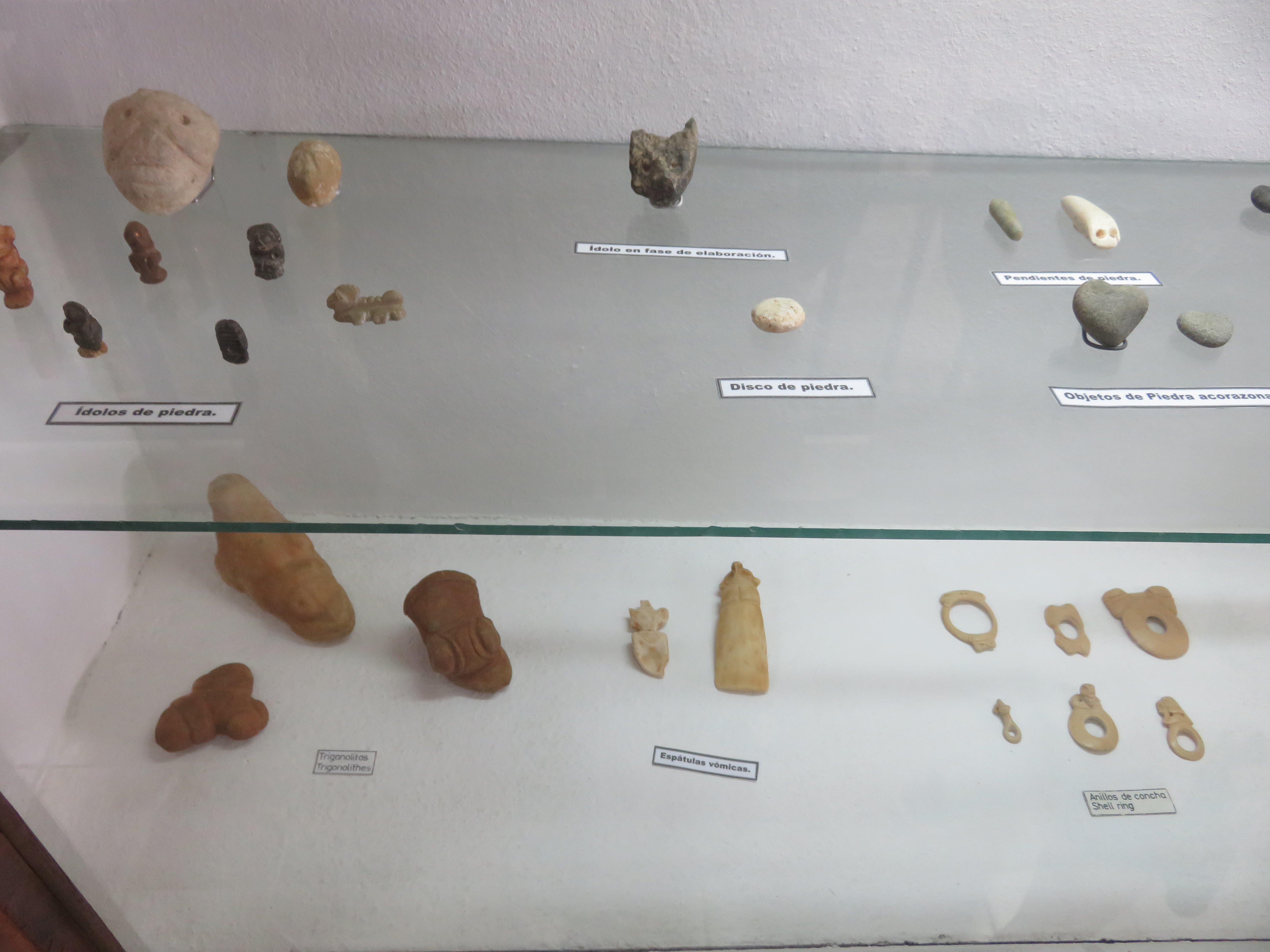